# Scheut (plant)

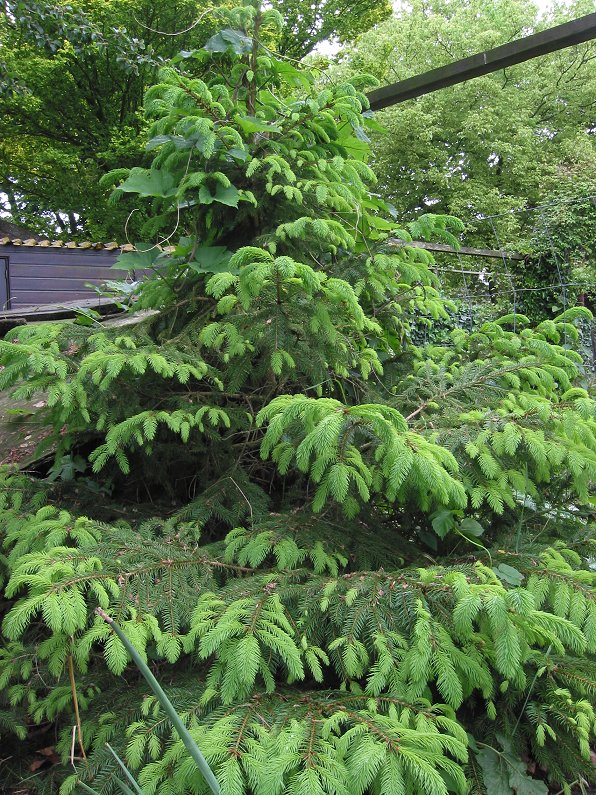
jonge loten bij fijnspar (Picea abies)

De termen scheut of spruit kunnen verschillende betekenissen hebben.
Een scheut of spruit is het bovengrondse deel van een plant, in tegenstelling tot het ondergrondse deel: de wortel. De verhouding in biomassa van de spruit en de wortel wordt spruit-wortelverhouding genoemd. Deze verhouding is vrij constant, maar kan onder invloed van het milieu veranderen: na schade aan de spruit kan ook een deel van de wortel afsterven, maar onder gunstige omstandigheden (zon, vochtvoorziening) met snelle groei van de spruit zal de plant ook meer wortels gaan vormen. Milieufactoren met een merkbare invloed op deze gewichtsvorming zijn de hoeveelheid zon of water en de bodemdichtheid. Het vormen van nieuwe spruiten wordt uitstoelen genoemd. Hierdoor kan de plant zich vegetatief vermeerderen en na schade overleven.
Ook kan met spruit of een scheut een zijscheut bedoeld worden van een grasplant.
Een scheut is eveneens een nieuwe stengel met bladeren of met bladeren en bloemen, die gevormd wordt door het uitlopen van een al of niet gemengde knop. De groei van een scheut wordt afgesloten door een eindknop. Bij bomen wordt meestal van een lot gesproken. Waterlot is een lange eenjarige scheut zonder bloemknoppen bij een boom en treedt vaak op na een sterke snoei.
In de oksels van de bladeren en aan het eind van de stengel zitten één of meer knoppen, die de scheuten kunnen vormen. Zijn deze knoppen verdwenen of zwaar beschadigd dan kunnen uit zogenaamde slapende (adventieve) knoppen weer nieuwe scheuten ontstaan. Als een okselknop uitloopt wordt van een zijscheut gesproken. Uit de eindknop van een stengel komt de topscheut.
Grondscheuten of wortelopslag ontstaan op de wortels van een plant, zoals bij de framboos en de linde.

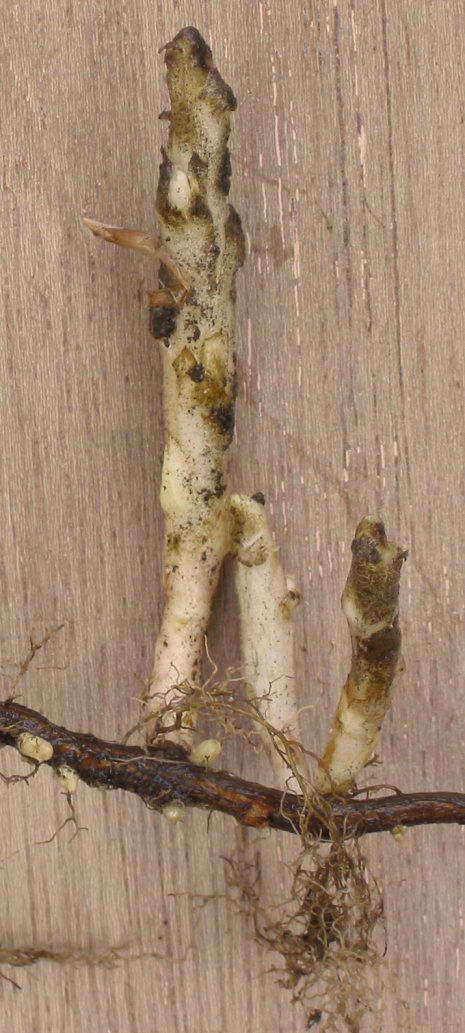
Grondscheuten bij Japanse wijnbes
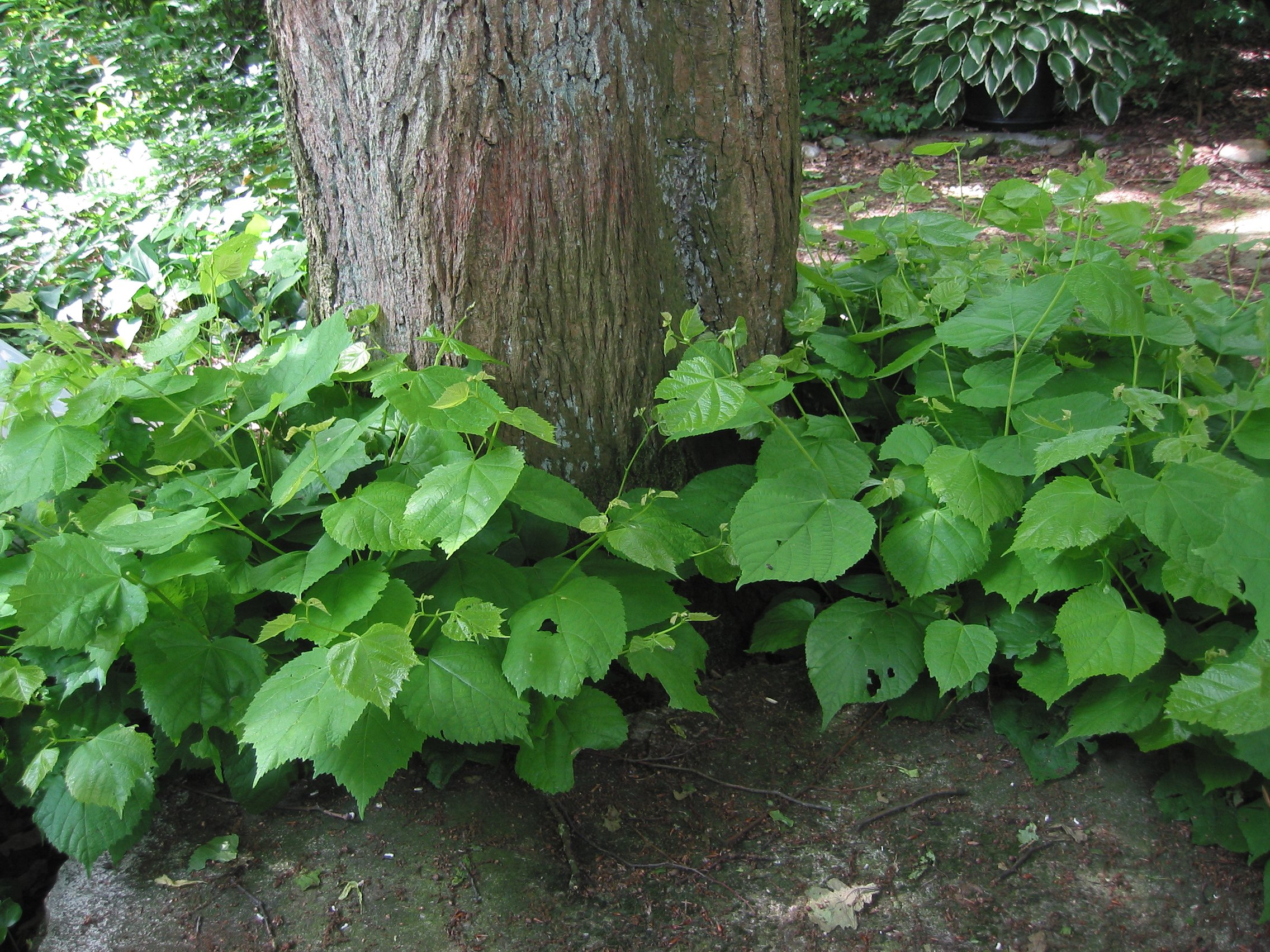
Opslag van de Hollandse linde